# Adelegg (Wallanlage)
Die Wallanlage auf dem Adelegg ist eine Wallburg im Schmalegger Tobel bei Zogenweiler im Landkreis Ravensburg in Baden-Württemberg.

## Anlage
Die Ringwallanlage befindet sich auf der Höhenzunge namens Adelegg, südwestlich der Adelmühle. Die Anlage besteht aus einem Hauptwall mit Spitzgraben und vorgelagertem Erdauswurf.